# Chrystianizacja Danii
Chrystianizacja Danii – proces chrystianizacji Danii od VIII wieku naszej ery.

## Początki
W VIII wieku arcybiskup Wilibrord próbował bezskutecznie nawrócić ówczesnego króla Danii Ongendusa. Za czasów Karola Wielkiego nie powiodły się także kolejne próby chrystianizacji. Idea zjednoczenia Cesarstwa i Kościoła została zrealizowana dopiero za panowania Ludwika I Pobożnego. Za namową Arcybiskupów Agobarda z Lyon i Ebo z Reims została podjęta kolejna próba misji na północy kraju. Plany te jednak zostały pokrzyżowane przez zamordowanie duńskiego przywódcy wikingów Gudfreda w 810 roku. Jego synowie wygnali głównego pretendenta do korony Haralda Klaka, który został wasalem króla Ludwika.

## Kolejne próby chrystianizacji
W roku 822 papież Paschalis I wydał bullę, która obejmowała między innymi pozwolenie na chrystianizację przez arcybiskupa Ebo. Tereny, które miały zostać objęte misją nie zostały tam jednak sprecyzowane. Rok później odbyła się pierwsza podróż misjonarska arcybiskupa do Danii. W roku 831 powstało z polecenia cesarza Ludwika arcybiskupstwo w Hamburgu. Arcybiskup otrzymał wtedy prawo do powoływania biskupów, a także delegowania księży. Poświęcenie pierwszego arcybiskupa Ansgara, a także otrzymanie przez niego paliusza i udzielenie mu legacji, potwierdziło utworzenie arcybiskupstwa misyjnego w Hamburgu. Misja ta została jednak przerwania w wyniku grabieży Hamburga przez Duńczyków w 845 roku. W 848 zgodnie z wydaną przez papieża Mikołaja I Wielkiego bullą zostało utworzone arcybiskupstwo hambursko-bremeńskie. Ansgar sprzymierzył się z poselstwami Ludwika Niemieckiego (843) oraz Horika I (847), co ułatwiło mu uzyskanie zgody na budowę kościoła w Szlezwiku. W następnych latach misja ewangelizacyjna utrudniona była między innymi przez wojnę domową, w którą zamieszany był Horik I. Ponowne próby podjął arcybiskup hambursko-bremeński Unni, popierany przez Haralda Sinozębego, którego ojciec Gorm Stary zjednoczył Danię, jednak prawdopodobnie przyczynił się do zniszczenia kościoła w Szlezwiku.

## Przyjęcie chrztu
Za panowania Ottona I Wielkiego zostały utworzone w Danii trzy biskupstwa: Szlezwik, Ripen i Aarhus. Harald Sinozęby przyjął chrzest w 965 roku. Duńscy biskupi zostali sufraganami hamburskiego arcybiskupa i zarazem członkami Kościoła w Cesarstwie. Z czasem zaczęły narastać dążenia do uzyskania autonomii. Coraz więcej kościołów zaczęło nawiązywać bezpośredni kontakt z papieżem. Dla kurii podstawowym wymogiem zakończenia misji ewangelizacyjnej było usamodzielnienie się skandynawskich kościołów. Składały się na to między innymi czynniki takie jak: przyjęcie wiary chrześcijańskiej przez panujących, a także większą część ludności oraz powołanie do życia odpowiednich instytucji kościelnych.

## Usamodzielnienie Kościoła duńskiego
Po śmierci Haralda Sinozębego tron objął jego syn Swen Widłobrody. Za jego panowania przybywali do Danii angielscy misjonarze, między innymi Biskup Gotebald, którego Swen Widłobrody oddelegował do Skanii. Wkrótce duński Kościół zaczął samodzielną misję ewangelizacyjną. Podczas szerzenia religii chrześcijańskiej wśród Słowian połabskich w 1018 roku poniósł śmierć proboszcz Oddar. Następcą Swena Widłobrodego był Kanut Wielki. Za jego panowania papież Benedykt VIII napisał po raz pierwszy bezpośredni list do Duńczyków. Zostały również zrealizowane dążenia do wyzwolenia się spod arcybiskupstwa hamburskiego. Panowanie Kanuta Wielkiego to czas, w którym zostało wprowadzone świętopietrze.